# 三菱オートリース
三菱オートリース株式会社（みつびしオートリース）は、自動車の割賦販売及びリースの各事業を営む株式会社である。三菱グループに属し、三菱広報委員会の会員企業である。

## 沿革
- 1972年（昭和47年）
  - 1月27日 - 三菱レンタカー株式会社を設立
  - 4月1日 - 三菱レンタカーが営業を開始。
- 1973年（昭和48年）3月 - 三菱自動車販売金融株式会社を設立。
- 1976年（昭和51年）4月 - 三菱レンタカーがリース事業を開始。
- 1984年（昭和59年）10月 - 三菱レンタカーが三菱グループにおけるカーリース取扱会社として、三菱オートリース株式会社に商号変更。
- 1988年（昭和63年）7月 - 三菱オートリースが三菱自動車販売金融を統合し、三菱オートクレジット・リース株式会社に商号変更。
- 2007年（平成19年）
  - 1月 - 三菱自動車関連の自動車クレジット、リース及びレンタカー等を含むファイナンス事業を、会社分割によりMMCダイヤモンドファイナンスに移管し、三菱オートリース株式会社に社名変更。
  - 3月 - ダイヤモンドリース株式会社（現・三菱HCキャピタル）子会社のダイヤモンドオートリースと、中間持株会社の三菱オートリース・ホールディング（三菱商事とダイヤモンドリースの折半出資）傘下で経営統合。
  - 10月1日 - 同じく三菱オートリース・ホールディング傘下であるダイヤモンドオートリースを吸収合併。
- 2009年（平成21年）2月1日 - セントラルリース（現・三菱HCキャピタル）子会社のセントラルオートリースと合併。
- 2023年 (令和5年) 4月1日 - 三菱HCキャピタルオートリースと合併。